# Philipp Achammer

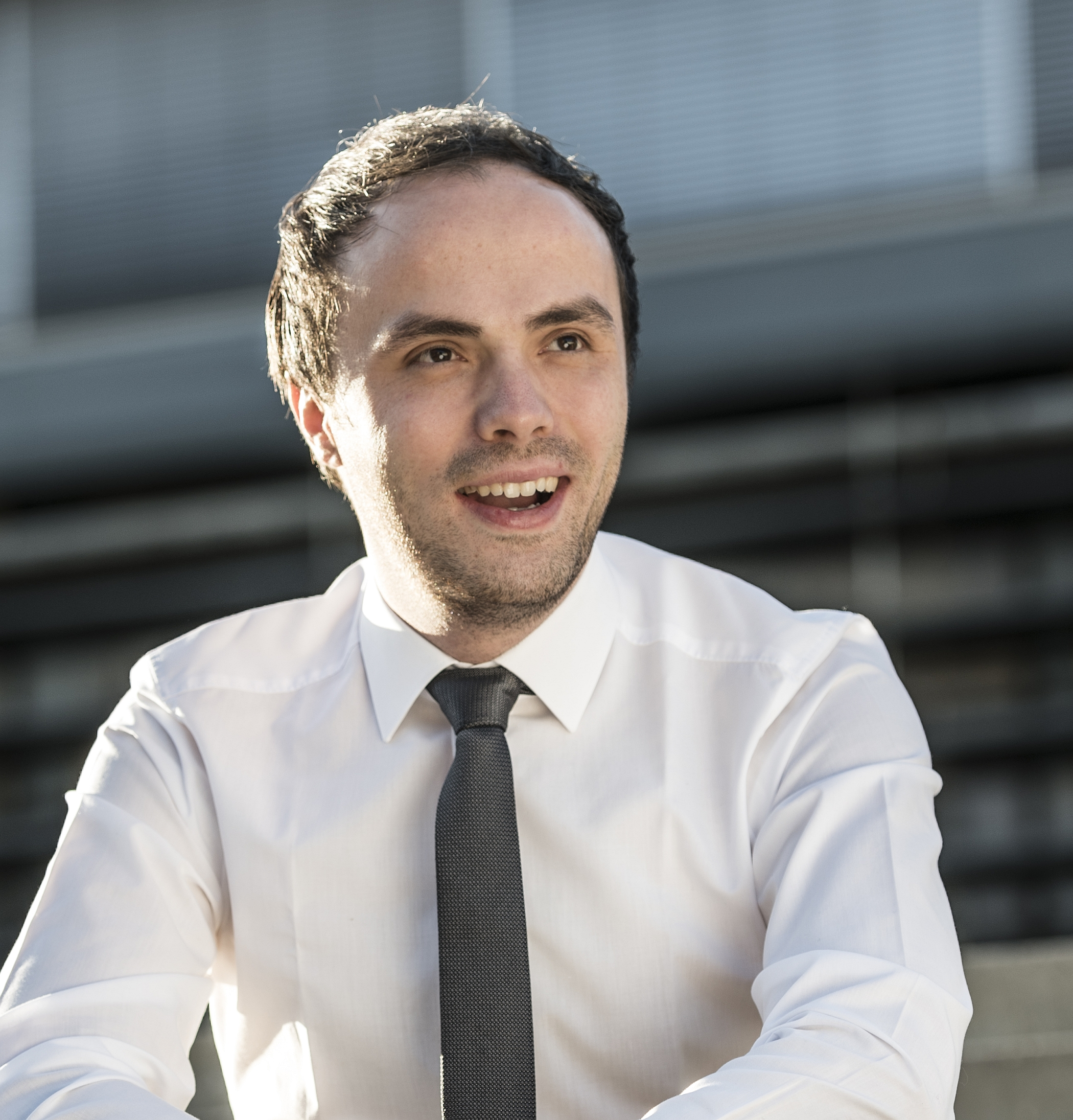
Philipp Achammer (2017)

Philipp Achammer (* 4. Juli 1985 in Brixen) ist ein italienischer Politiker in Südtirol. Seit 2014 ist er Landesrat, von 2014 bis 2024 war er Parteiobmann der SVP.

## Biographie
Achammer, aus Vintl stammend, absolvierte 2004 die Matura am Realgymnasium Brixen. Anschließend begann er sein Studium der Rechtswissenschaften an der Leopold-Franzens-Universität in Innsbruck, das er allerdings nicht abschloss. Sein politischer Werdegang nahm 2003 als Ortsjugendreferent der Jungen Generation in der SVP von Niedervintl seinen Anfang, in der Folge wurde er SVP-Bezirksjugendreferent für den Bezirk Brixen. Von 2005 bis 2010 war er im Gemeinderat seiner Heimatgemeinde Vintl tätig. Von 2008 bis 2009 fungierte er als Landesjugendreferent der Südtiroler Volkspartei und von 2009 bis 2013 als Landessekretär (Geschäftsführer). Bei den Wahlen im Oktober 2013 konnte er mit 14.478 Vorzugsstimmen als jüngster Abgeordneter in den Südtiroler Landtag und damit gleichzeitig den Regionalrat Trentino-Südtirol einziehen. In der Folge wurde Achammer in die Landesregierung gewählt und übernahm im Kabinett Kompatscher I die Ressorts Deutsche Bildung sowie Bildungsförderung, Deutsche Kultur und Integration. Am 3. Mai 2014 wurde er bei der 60. Landesversammlung der Südtiroler Volkspartei zum Obmann der Partei gewählt. Dabei erhielt er 94,43 % der Delegiertenstimmen. 2017 gelang ihm mit 95,87 % der Stimmen eine Bestätigung als Parteiobmann. Im Rahmen der Landtagswahlen 2018 konnte er mit 33.288 Vorzugsstimmen erneut ein Mandat erringen. Nach seiner Wiederwahl in die Landesregierung wurden Achammer im Kabinett Kompatscher II die Ressorts Deutsche Bildung, Deutsche Kultur, Industrie, Handwerk, Handel und Dienstleistungen, Arbeit und Integration übertragen. 2022 wurde er mit 89 % der Delegiertenstimmen erneut als Parteiobmann bestätigt. Bei den Landtagswahlen 2023 gelang ihm mit 16.814 Vorzugsstimmen die Wiederwahl. In der am 1. Februar 2024 gewählten neuen Landesregierung (Kabinett Kompatscher III) übernahm er die Ressorts Deutsche Bildung, Deutsche Kultur, Innovation, Forschung, Museen und Denkmalschutz. Im Februar 2024 gab Achammer seinen Rückzug als Parteiobmann bekannt, der bei der SVP-Landesversammlung am 4. Mai 2024 vollzogen wurde; zu seinem Nachfolger wurde Dieter Steger gewählt.